# Franz Fischer (Politiker, 1830)
Franz Fischer (* 4. März 1830 in St. Aegidi; † 7. September 1888 in Peuerbach) war ein römisch-katholischer Priester und Abgeordneter zum Österreichischen Abgeordnetenhaus.

## Leben
Franz Fischer war Sohn des gleichnamigen Landwirts Franz Fischer († 1848). Er ging bis 1851 auf ein Gymnasium und besuchte von 1851 bis 1855 ein Priesterseminar in Linz. Im Jahr 1854 hatte er seine Priesterweihe und wurde 1855 Kooperator in Pabneukirchen, 1856 in Kirchberg, 1857 in Pfarrkirchen im Mühlkreis, 1860 in Ischl und 1861 an der Stadtpfarre in Linz.  Im Jahr 1863 war er supplierender Katechet an der Normal-Hauptschule und provisorischer Regens des bischöflichen Lehrerseminars in Linz. Ab 1864 war er Pfarrvikar in Hofkirchen im Mühlkreis, ab 1880 Pfarrer und Dechant in Sarleinsbach und ab 1886 in Peuerbach.
Er wurde im Jahr 1880 Konsistorialrat und 1887 Ehrendomherr. Außerdem war er Ehrenbürger von Sprinzenstein, St. Leonhard bei Rohrbach, Hörbich, Atzesberg, Sarleinsbach, Berg bei Rohrbach, Marsbach und Hofkirchen im Mühlkreis.
Franz Fischer war von 1870 bis 1888 Mitglied im Oberösterreichischen Landtag (III., IV., V., VI. und VII. Wahlperiode), als Abgeordneter der Landgemeinden im Wahlbezirk Rohrbach.
Er starb am 7. September 1888 im Alter von 58 Jahren an einem Brustfellexsudat (heute Pleuraerguss).

## Politische Funktionen
Franz Fischer war vom 4. November 1873 bis zu seinem Tod am 7. September 1888 Abgeordneter des Abgeordnetenhauses im Reichsrat (V., VI. und VII. Legislaturperiode) und war dort für die Kurie Oberösterreich, Landgemeinden 3 (Rohrbach, Aigen, Haslach, Neufelden, Lembach, Urfahr, Ottensheim) zuständig. Sein Nachfolger wurde Alfred Ebenhoch.

## Klubmitgliedschaften
Franz Fischer war ab 1873 Mitglied im Klub des rechten Zentrums und ab dem 19. November 1881 im katholisch-konservativen Zentrum-Klub.